# Ліберов Роман Олександрович
Ліберов Роман Олександрович (Рома́н Алекса́ндрович Лі́беров) — російський кінорежисер, сценарист, продюсер, засновник фонду підтримки та збереження культури «Улісс».

## Біографія
Народився у Литовській РСР.
За власним зізнанням, не закінчив середню школу. Атестат з усіма трійками допоміг зробити батько
У 2007 році закінчив Всеросійський державний інститут кінематографії імені С. А. Герасимова за спеціальністю «режисер неігрового кіно» (майстерня Семенов, Тенгіз Олександрович Тенгіз Семенова), стажувався на телеканалі BBC в Лондоні, потім працював режисером на телебаченні.
З 2009 року працює над серією фільмів пам'яті російських письменників, в яких використовує неігрові та постановочні зйомки, мультиплікацію, ляльковий та тіньовий театр, інсталяції, комп'ютерну графіку тощо. Залучення до проекту артистів: Армена Джигарханяна, Валентина Гафта, Інну Чурикову, Сергія Макове , Віктора Сухорукова, Чулпан Хаматову та інших.
Вів щовечірню програму на радіостанції «Срібний дощ» (спільно з Володимиром Раєвським).
З 2016 року проводить цикл вечорів віршів «Від Автора» у Новому просторі Театру націй, є його продюсером і режисером. Запрошений поет не тільки читає свої вибрані твори, а й розповідає про них і про себе. Щовечора докладно знімається, таким чином, створюється кіноархів сучасної російської поезії, що включає вже понад шістдесят випусків.
Є частим гостем рубрики про сучасних поетів у програмі «Правила життя» на телеканалі «Культура».

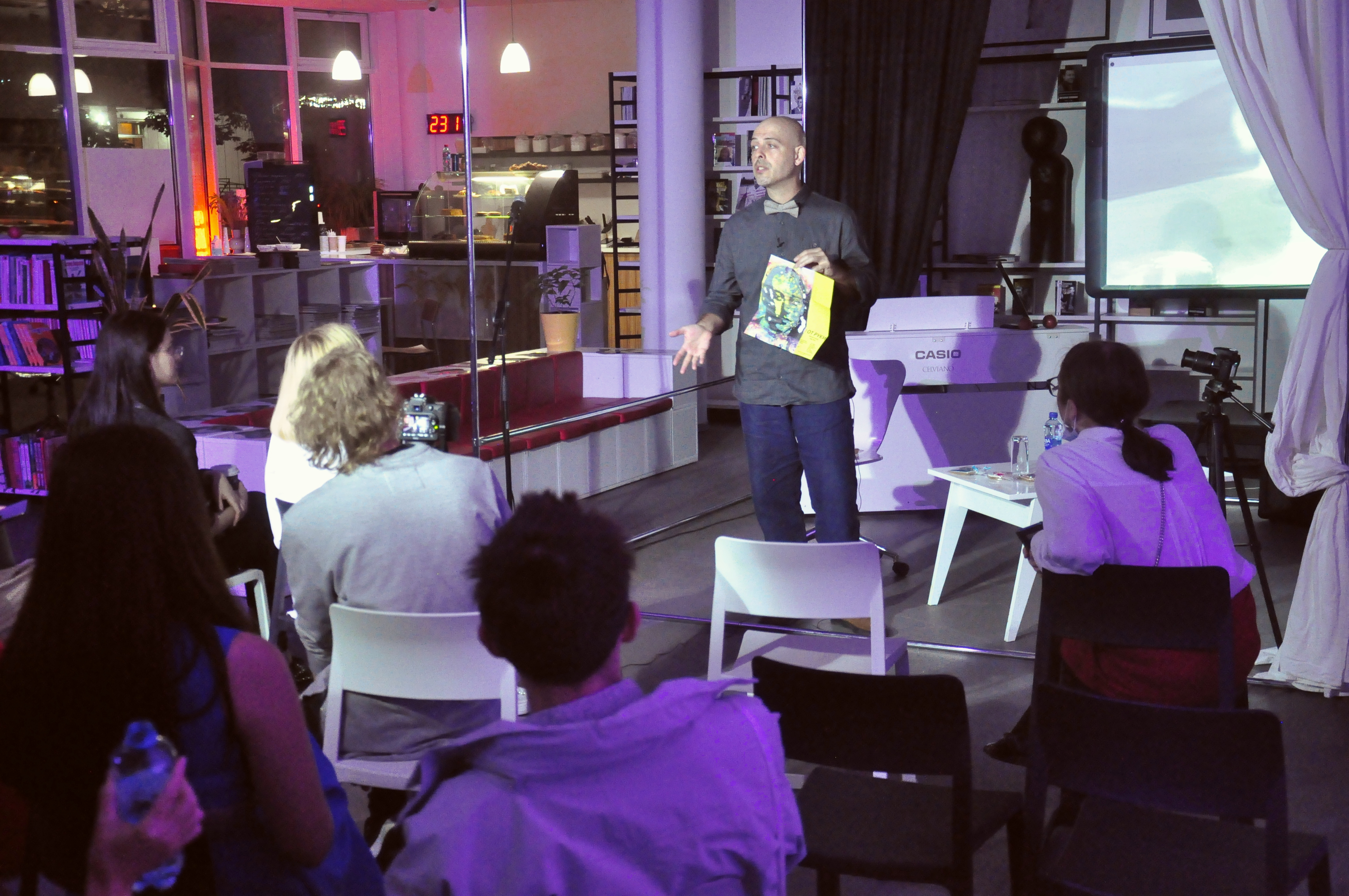
Виступ у московському Медіацентрі на Аргунівці, серпень 2021

Виступає з лекціями про кіно, літературу, образотворче мистецтво. Ініціатор вечорів пам'яті поетів та письменників.
Автор та видавець серії коміксів "Від руки", створених десятками сучасних молодих художників за обраними поетичними текстами від Владислава Ходасевича до Дмитра Пригова. Серія поетичних зінів лягла в основу двох виставкових проектів у Домі-музеї Марини Цвєтаєвої у 2017 та 2018 роках, сама ж добірка, видана обмеженим тиражем, стала предметом колекціонування.
У березні 2020 року спільно з аукціонним будинком «12-й стілець» виступив організатором і куратором аукціону на підтримку журналу «Зірка (журнал XX—XXI століть) Зірка». Зібрані кошти, за визнанням головного редактора журналу Якова Гордіна, дозволять прожити журналу до кінця року. з безмежною ніжністю». Як речі Бродського, Довлатова і стара друкарська машинка рятували петербурзьку культуру.
У січні 2021 року виїхав з Росії, 5 квітня 2023 вийшло інтерв'ю у Юрія Дудя.

## Фільмографія
- 2009 — Юрій Олеша на прізвисько «Письменник»
- 2010 — Йосип Бродський. Розмова з небожителем
- 2011 — Один день Жори Владимова
- 2012 — Написано Сергієм Довлатовим
- 2013 — ІЛЬФІПЕТРІВ
- 2015 — Збережи мою мову назавжди (пам'яті Осипа Мандельштама)
- 2020 — Потаємна людина (за мотивами творів і біографії Андрія Платонова)
- У пошуках Данила Хармса (у роботі, випуск заплановано на 2024 рік)

## Виставки
- 2016 — «Одноповерхова Америка: засноване на реальних подіях» в Московському музеї сучасного мистецтва[13]
- 2017 — «Від руки, частина перша» в Будинку-музеї Марини Цвєтаєвої[14]
- 2018 — «Від руки, частина друга» в Будинку-музеї Марини Цвєтаєвої)[15]
- 2019 — «Збережи мою мову назавжди» до роковин загибелі Осипа Мандельштама в Єврейському музеї та центрі толерантності[16]
- 2019-2020 - «Ілля Ільф - прописаний у Москві! Історія однієї кімнати» в Музеї Михайла Булгакова[17]
- 2020 - «Ілля Ільф - одеський москвич! Письменник з фотоапаратом» в Центрі Гіляровського[18][19].
- На запрошення Олега Нестерова підбирав тексти до альбому «Листопад» групи « Мегаполіс».
- Куратор аукціону «Рок-самвидав», на який були виставлені збори музичного продюсера та журналіста Олександра Кушніра. У результаті колекція була придбана самим Ліберовим та Іваном Юхимовим, і в даний час поповнюється з метою створення Музею російського року. До аукціону обмеженим тиражем було випущено каталог рок-самвидаву в СРСР.

- Автор і продюсер триб'ют-альбому «Збережи мою мову назавжди» до 130-річчя Осипа Мандельштама, в записі якого взяли участь Alina Pash, Женя Мільковський (Нервы), Свидание, Ілля Лагутенко та Кудамір Катиця, Zoloto, Курара, Shortparis , Леонід Агутін, Mgzavrebi, IOWA, Аліна Орлова, Daniel Shake, Володя Котляров (Порнофильмы), Олександр Маноцков та Courage Quartet, OQJAV, Tequilajazzz, Noize MC, Біллі Новік та Петербурзький джазовий актив, О! Марго та Обидві, Сансара, Oxxxymiron.
- Автор і продюсер збірки «Після Росії» до 100-річчя еміграції з Росії, в записі якої взяли участь Ногу свело!, Королев Попова, НАИВ, Міша Димов та Міла Варавіна, Наум Блік, Міріам Сехон feat. Василій Зоркий, Шим, Монеточка, Порнофильмы, RSAC, Хмиров, АлоэВера, Сансара, Noize MC, Tequilajazzz, R.a.SVET.

## Світлини

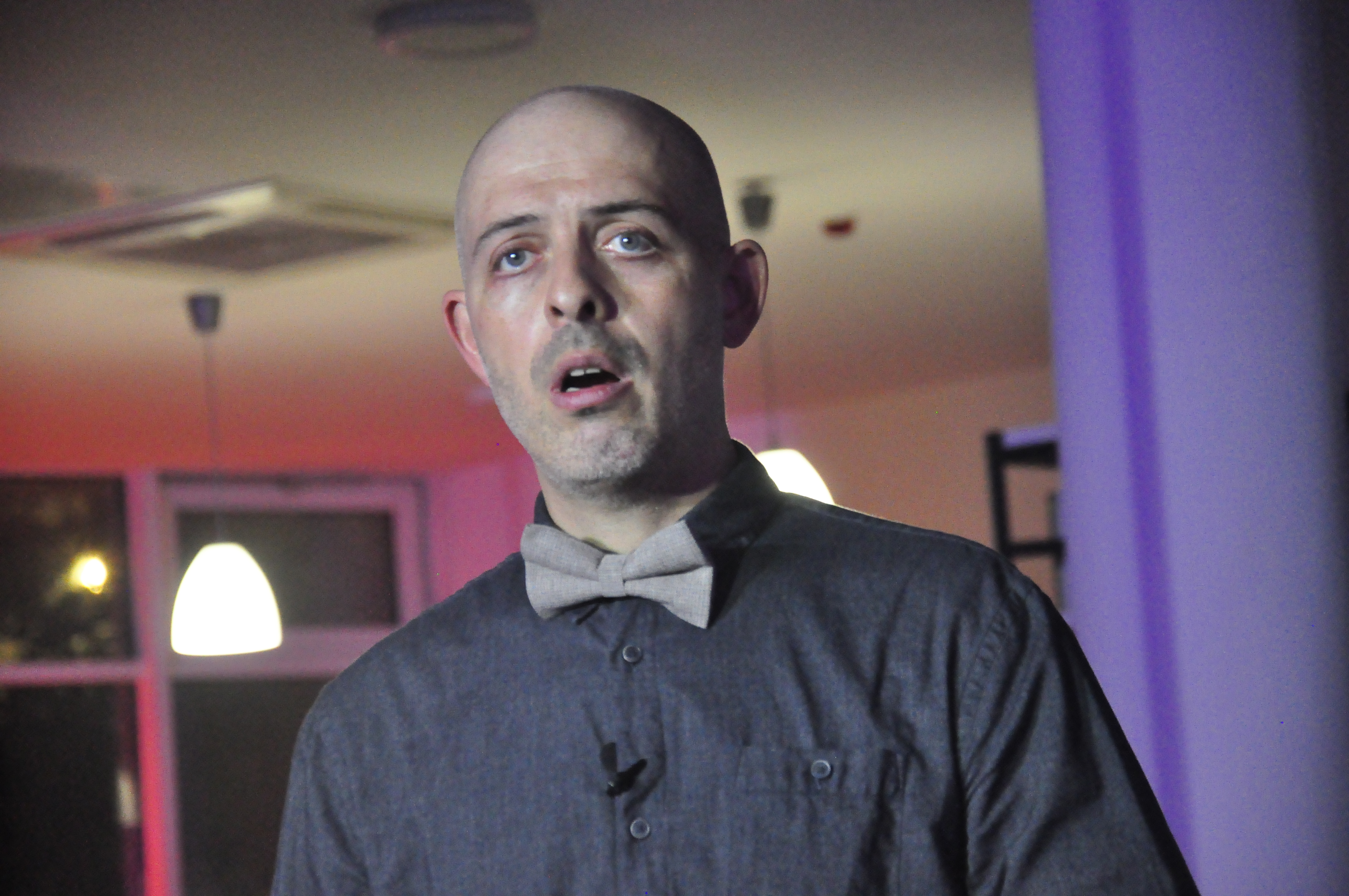
Виступ у московському Медіацентрі на Аргунівці, серпень 2021
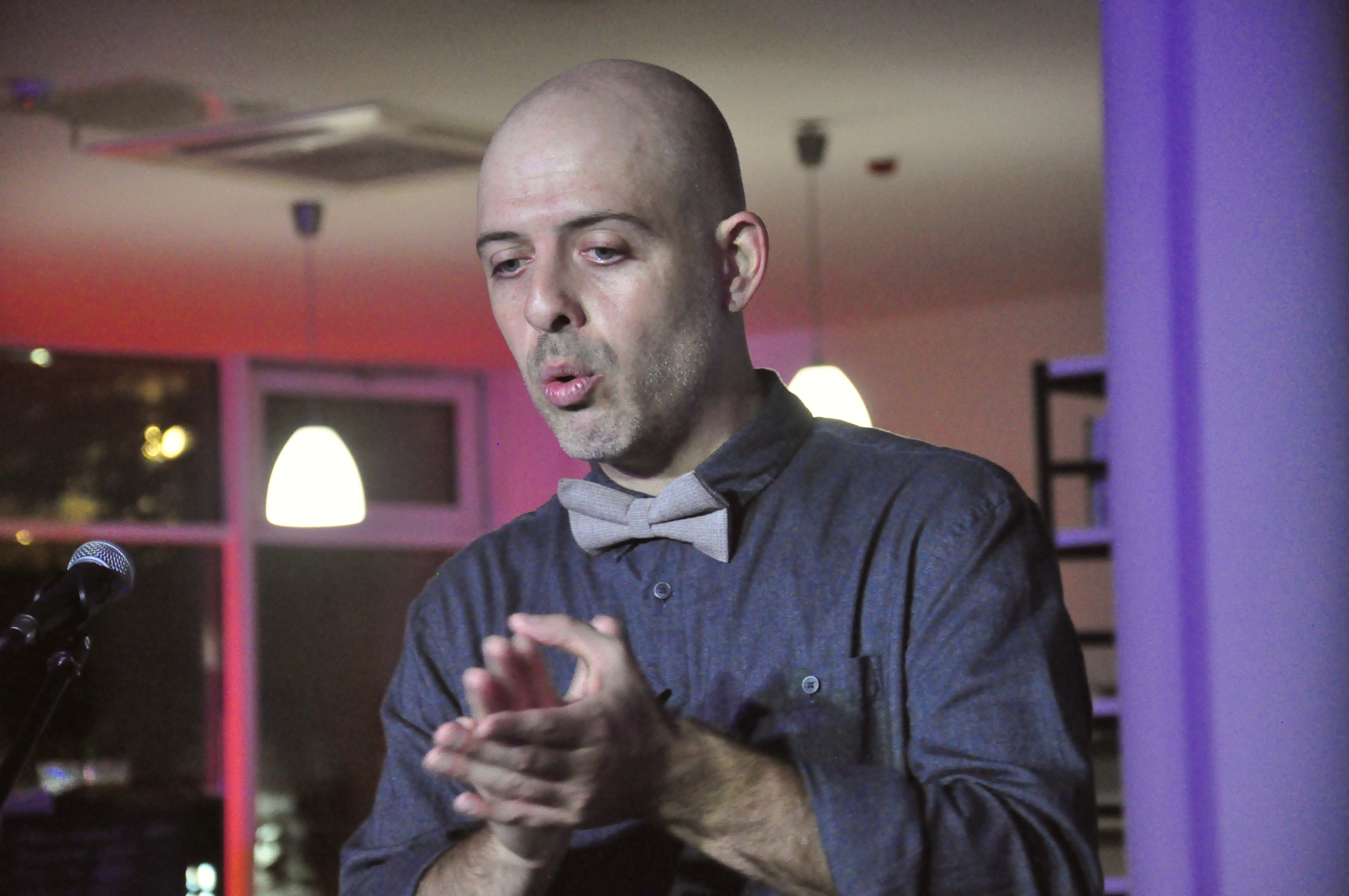
Виступ у московському Медіацентрі на Аргунівці, серпень 2021
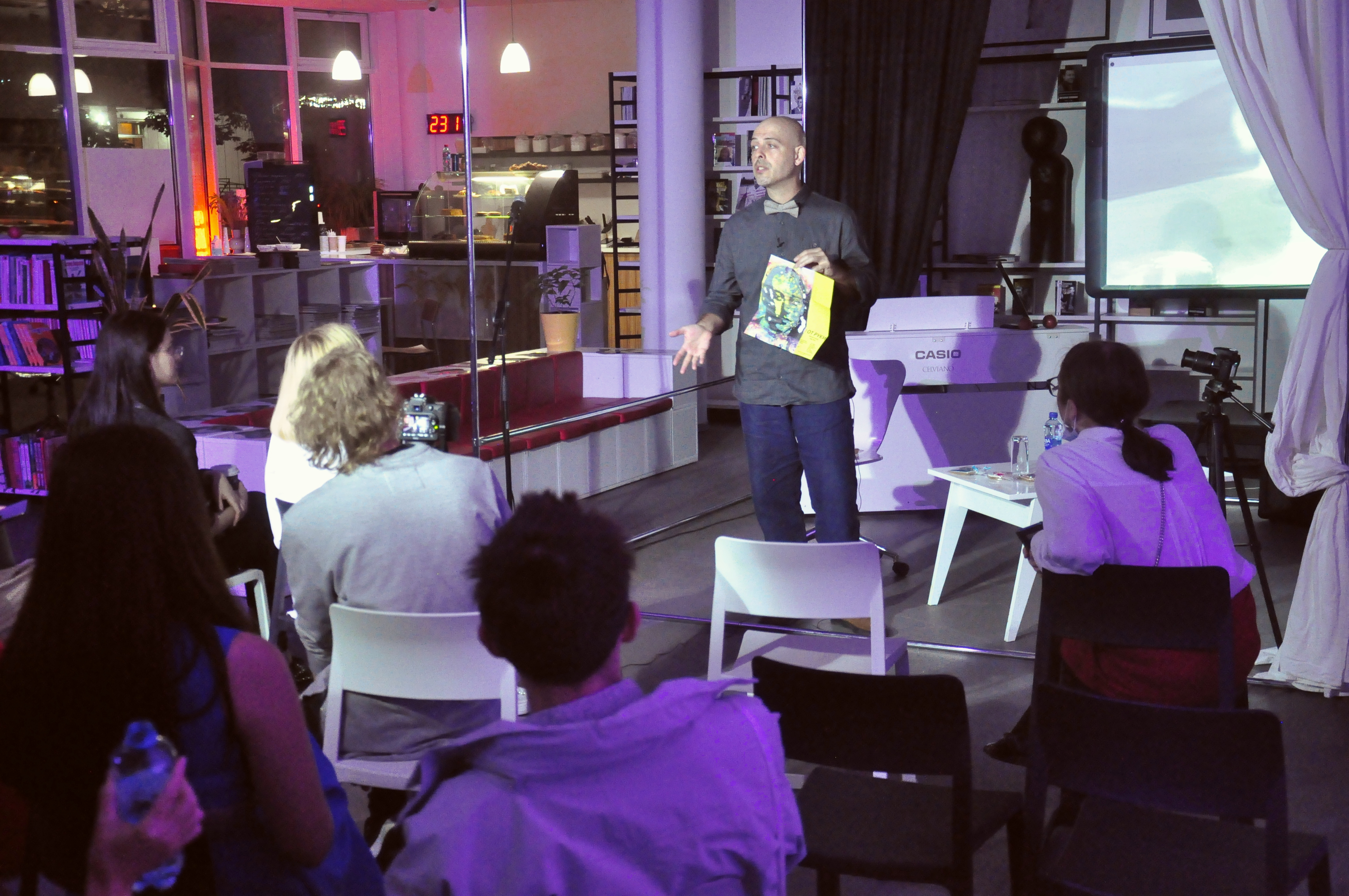
Виступ у московському Медіацентрі на Аргунівці, серпень 2021
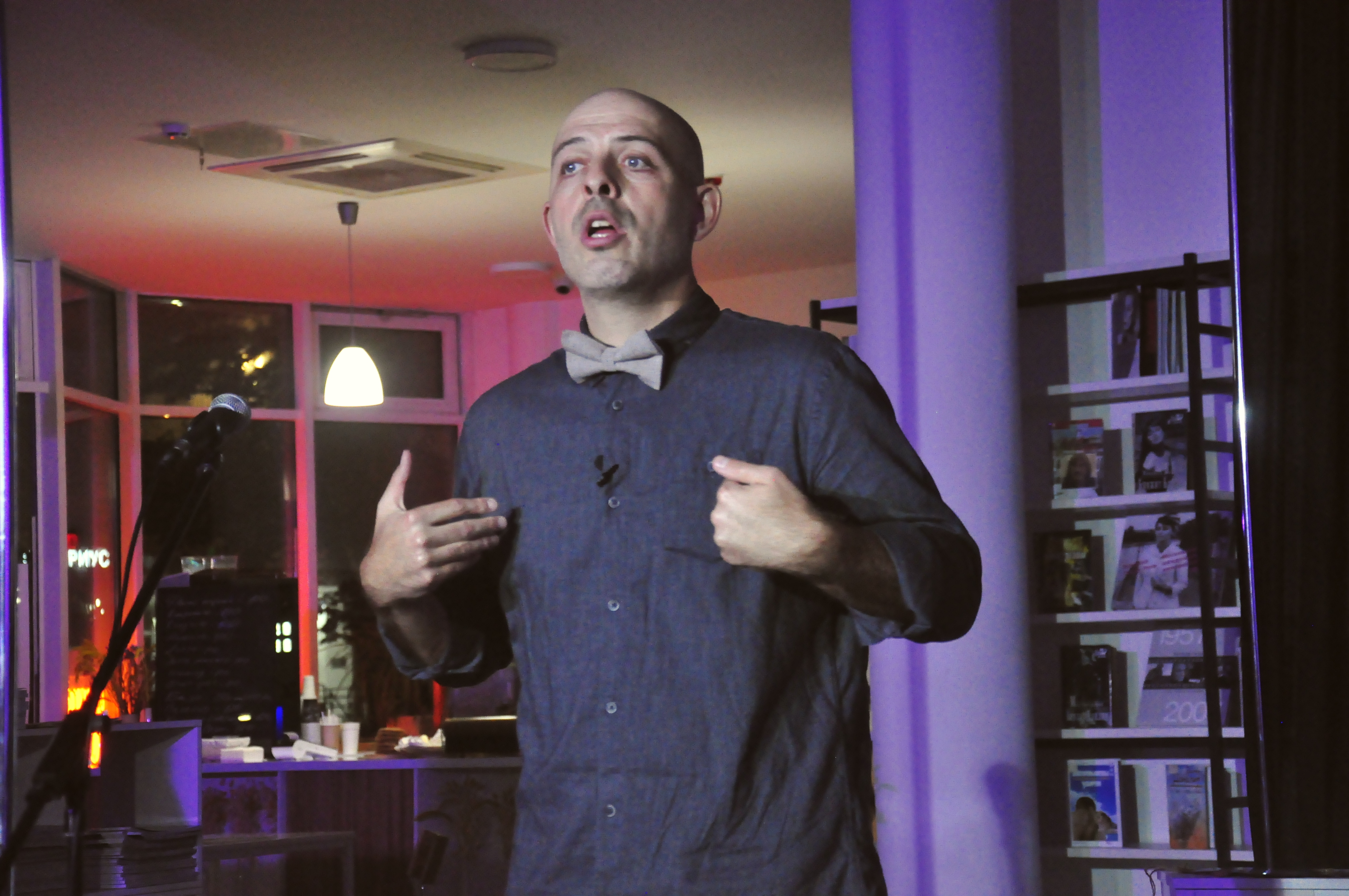
Виступ у московському Медіацентрі на Аргунівці, серпень 2021
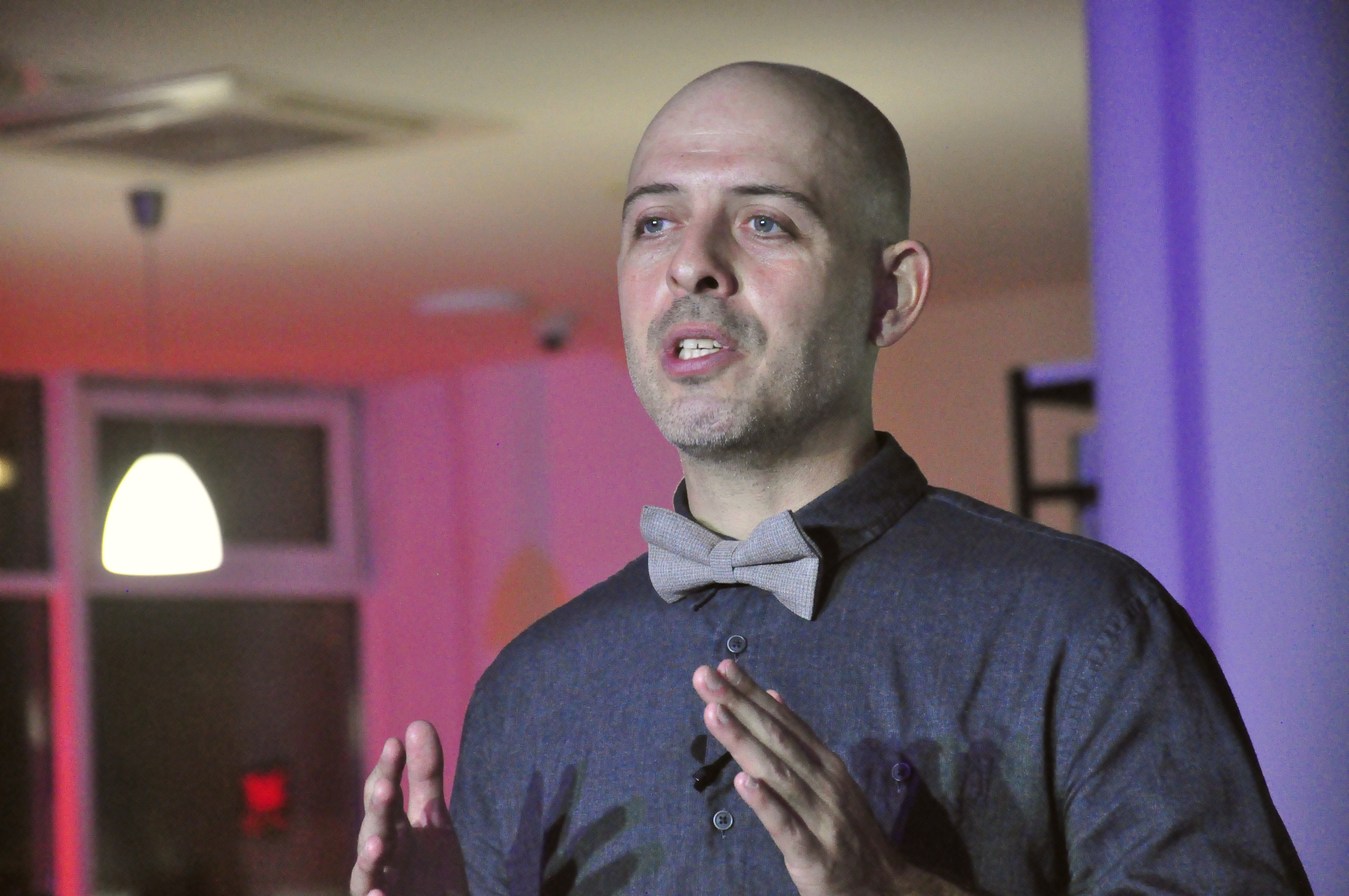
Виступ у московському Медіацентрі на Аргунівці, серпень 2021